# Porto Open 2024
Il Porto Open 2024 è stato un torneo maschile di tennis professionistico. È stata la 18ª edizione del torneo, facente parte della categoria Challenger 125 nell'ambito dell'ATP Challenger Tour 2024, con un montepremi di 148 000 €. Si è giocato dal 29 luglio al 4 agosto 2024 sui campi in cemento del Complexo Desportivo Monte Aventino di Porto, in Portogallo.

## Partecipanti

### Teste di serie
| Nazionalità | Giocatore            | Ranking* | Testa di serie |
| ----------- | -------------------- | -------- | -------------- |
| Slovacchia  | Lukáš Klein          | 119      | 1              |
| Francia     | Richard Gasquet      | 130      | 2              |
| Kazakistan  | Michail Kukuškin     | 132      | 3              |
| Francia     | Lucas Pouille        | 154      | 4              |
| Portogallo  | Jaime Faria          | 166      | 5              |
| Spagna      | Alejandro Moro Cañas | 171      | 6              |
| Portogallo  | Henrique Rocha       | 172      | 7              |
| Kazakistan  | Timofej Skatov       | 185      | 8              |

* Ranking al 22 luglio 2024.

### Altri partecipanti
I seguenti giocatori hanno ricevuto una wild card per il tabellone principale:
- João Domingues
- Frederico Ferreira Silva
- Francisco Rocha

Il seguente giocatore è entrato in tabellone come special exempt:
- Álex Martínez

Il seguente giocatore è entrato in tabellone come alternate:
- Gastão Elias

I seguenti giocatori sono passati dalle qualificazioni:
- Renzo Olivo
- Kenny de Schepper
- Henry Searle
- Arthur Reymond
- Alejo Sánchez Quílez
- Edas Butvilas

I seguenti giocatori sono entrati in tabellone come lucky loser:
- Cui Jie
- Vadym Ursu

## Punti e montepremi
| Torneo    | Torneo              | V      | F      | SF    | QF    | 2T    | 1T    | Q | Q2  | Q1  |
| Singolare | Punti               | 125    | 64     | 35    | 16    | 8     | 0     | 5 | 3   | 0   |
| Singolare | Premi in denaro (€) | 19 650 | 11 570 | 6 850 | 3 990 | 2 345 | 1 420 | – | 710 | 355 |
| Doppio    | Punti               | 125    | 64     | 35    | 16    | –     | 0     | – | –   | –   |
| Doppio    | Premi in denaro (€) | 8 420  | 4 900  | 2 940 | 1 750 | –     | 990   | – | –   | –   |

## Campioni

### Singolare
August Holmgren ha sconfitto in finale  Alejandro Moro Cañas con il punteggio di 7–6(3), 7–6(6).

### Doppio
Sander Arends /  Luke Johnson hanno sconfitto in finale  Joshua Paris /  Ramkumar Ramanathan con il punteggio di 6–3, 6–2.